# Свети Николай (Бялисток)
„Свети Николай“ (на полски: Sobór św. Mikołaja w Białymstoku) е полска църква в Бялисток, част от Бялистошко-гданската епархия на Полската православна църква.
Църквата е построена през 1846 г. в центъра на града, на мястото на по-стар храм.
Вписана е в регистъра на паметниците на 24 януари 1957 г.